# Costa Teguise
Costa Teguise is een badplaats op Lanzarote, en onderdeel van de gemeente Teguise. De plaats telt 7151 inwoners (2010). Er bevinden zich vele hotels en appartementencomplexen.
De badplaats is vooraf ontworpen. De meeste straten zijn aangelegd in de jaren 80, nog voordat de toeristische accommodaties waren gebouwd. Een aanzienlijk deel van het grootschalige toeristenoord is anno 2011 nog steeds braakliggende grond. 

## Stranden
De plaats telt vier natuurlijke stranden: Playa de los Charcos, Playa de las Cucharas, Playa del Jablillo en Playa Bastián.

## Golf
Tussen de badplaats en Teguise ligt de golfbaan van Costa Teguise.

## Bezienswaardig
- de stranden
- El Pueblo Marinero